# Affaire Toblerone

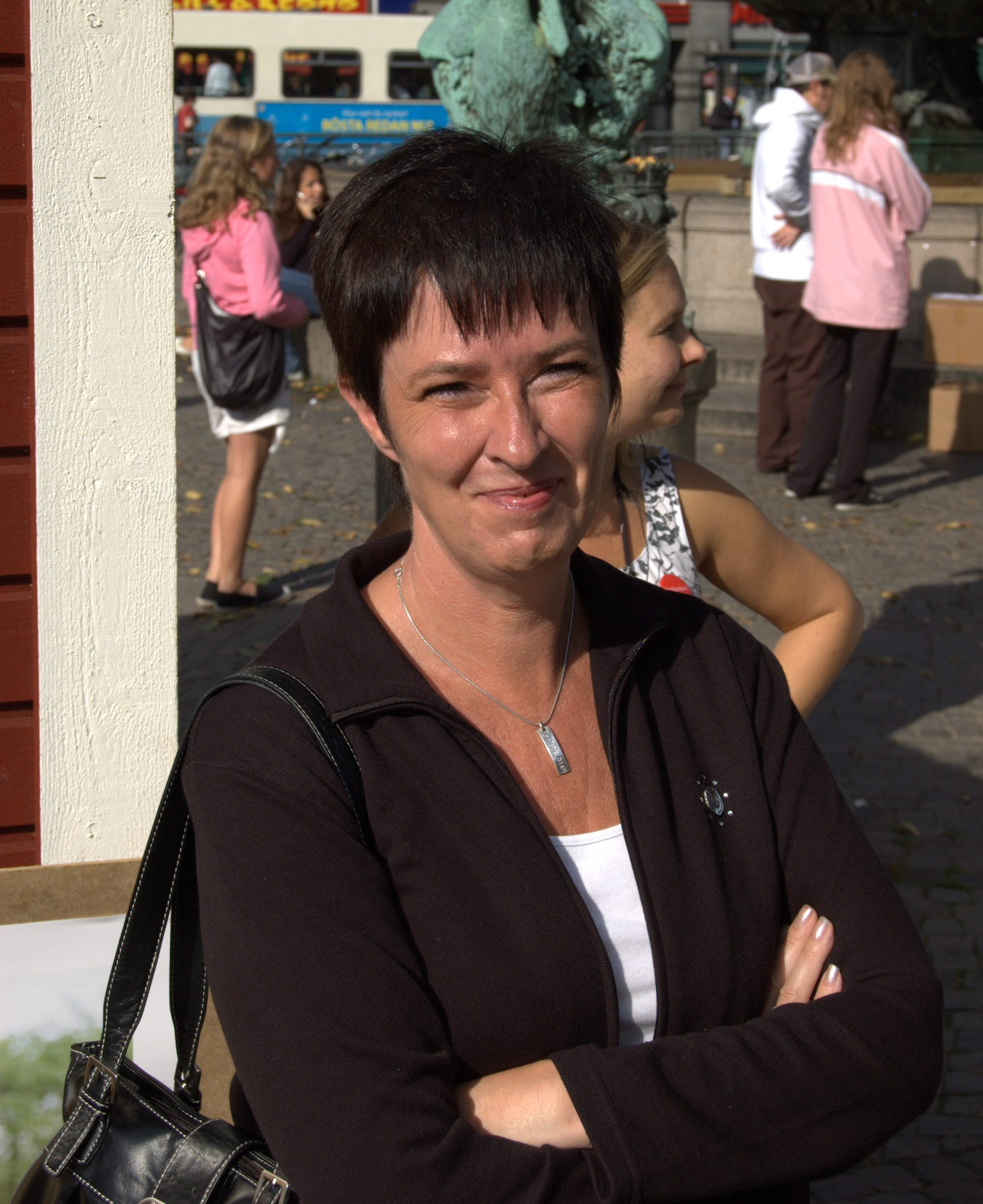
Mona Sahlin

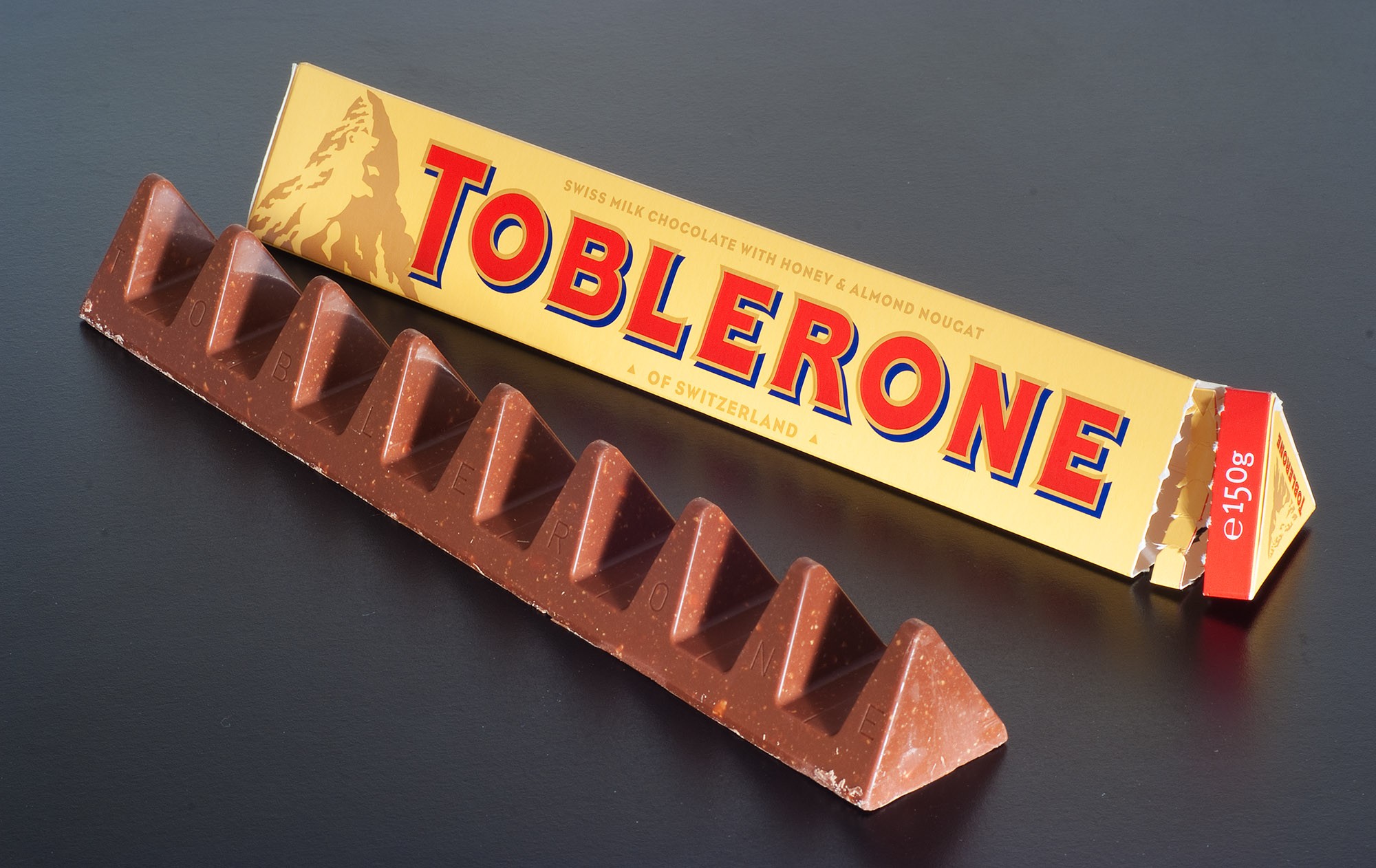
Un Toblerone, dolce svizzero.

L'affaire Toblerone (in svedese: Tobleroneaffären) è stato uno scandalo politico scoppiato in Svezia nell'ottobre 1995, in cui Mona Sahlin (un membro del Partito Socialdemocratico ed ex-ministro) fece degli acquisti nel 1990-1991 utilizzando una carta di credito riservata alle spese di servizio.
L'acquisto tra le altre cose di due barre di cioccolato Toblerone, diede il nome allo scandalo.

## Storia
Nell'autunno 1995, mentre si stavano svolgendo le primarie interne del Partito Socialdemocratico svedese, su Expressen e altri quotidiani svedesi comparvero diversi articoli riguardanti la politica Mona Sahlin e diverse spese e prelievi fatti per affari privati ai tempi di quando era vice-primo ministro della Svezia (nel 1990-1991): si trattava di un ammontare complessivo di 53.174 corone (circa 5.000€).
Dopo un iniziale tentativo di difesa da parte della Sahlin, alludendo a un uso al massimo involontario della carta di servizio per usi personali e alle regole non chiare sull'utilizzo della carta stessa, alla fine fu sopraffatta dall'inchiesta condotta dai giornali e in una conferenza stampa del 10 novembre si dimise dal partito, promettendo di non ricandidarsi più.

### Conseguenze
Il Partito Socialdemocratico, che già stava attraversando una fase delicata (sia per la ricerca di una nuova identità in generale - a seguito della fine della guerra fredda -  e di un nuovo segretario duraturo in particolare, sia per il contemporaneo Motalaskandalen, ovvero lo scandalo riguardante le spese irregolari di alcuni politici nel comune di Motala), si fece travolgere dallo scandalo e tutto ciò contribuì al risultato negativo delle successive elezioni legislative del 1998, dopo che Göran Persson era stato scelto come nuovo segretario nel marzo 1996 a seguito degli sconvolgimenti accaduti nei mesi precedenti.
La giornalista Britt-Marie Citron del Motala Tidning si aggiudicò il Stora journalistpriset nel 1996 per aver contribuito a svelare parte di questi scandali.
Mona Sahlin stessa, dopo essere stata indagata per vari tipi di reati, fu ritenuta non indagabile di alcunché (l'11 gennaio 1996) a causa effettivamente delle regole non chiare per l'utilizzo delle carte e dei fondi messi a disposizione dallo Stato per i partiti. Nel 2007 e negli anni successivi, quando lei si ritrovò ad essere di nuovo segretaria del partito e candidata premier dei socialdemocratici, la eco di quello scandalo era ancora ben visibile nei dibattiti pubblici e nei sondaggi, tanto da influenzarne l'andamento.